# Super Hits (Big Audio Dynamite)
Super Hits è l'ultima raccolta dei Big Audio Dynamite, uscita il 4 maggio 1999.

## Tracce
1. The Bottom Line (Jones) - 3:46
2. C'mon Every Beatbox (Jones, Letts) - 4:32
3. Rush (Jones) 3:11
4. The Globe (Jones, Stonadge) - 3:47
5. Just Play Music! (Jones, Letts, Roberts) - 4:12
6. V. Thirteen (Jones, Strummer) - 4:40
7. Sightsee M.C.! (Jones, Strummer) - 4:54
8. Contact (Donovan, Jones) - 4:13
9. E=MC² (Jones, Letts) - 5:58
10. Medicine Show (Jones, Letts) - 6:32